# 越南国家电视台科教频道
越南国家电视台科教频道是越南国家电视台拥有的一条科学教育频道，它自2012年起开始24小时播出，频道设有投资资讯和专业节目，旨在提高人民生活水平和传播科学技术知识。VTV2节目的内容侧重于不同的主题和领域，如：家庭-社会，教育-训练，科学-技术，健康，环境，林业-渔业-农业，文旅与探索世界。这也是越南国家电视台第二条直播世界杯、欧洲杯、奥运会、U23亚洲杯、东南亚运动会等多项体育赛事的频道。此外该台还播放体育部门制作的配套节目。
目前，VTV2在多个平台上广播：例如地面模拟电视、地面数字电视（DVB-T2）、卫星电视（ K+ ）和 VTC 数字电视。此外，该台也在付费电视平台上播映（ 例如VTVCab 、 SCTV 、 AVG 、MyTV、 HTVC ）。

## 历史
运营VTV2的教育部前身为科学部（隶属于新闻部），成立于1987年。 1990年1月1日，越南电视台决定在科学部从新闻部分离的基础上设立越南电视台科学部。 1990年1月1日，越南国家电视台第二套节目开播。，频道于1996年上星，该频道于2002年开始在卫星平台分频播出。
历经多年，VTV2的播出时长逐渐增加：
- 1990年1月1日至1995年12月31日：每日19:00-23:00 （在1994年國際足協世界盃期间，VTV2从19:00转播至次日08:00休台[來源請求] ）
- 1996年1月1日至1998年3月30日：每日17:00-23:00 （VTV1，VTV3和VTV2并频，分三个时段播出：08:00-12:00、20:00-22:00 和 23:00 -24:00。[1]1998年3月31日VTV3与VTV1，VTV2分频播出后弃用此安排 )
- 1998年3月31日至2001年4月29日：每日10:00-23:00（河内地区，VHF CH-11），每日10:00-17:00（卫星频道和其他地区）
- 2001年4月30日至2001年12月31日：每日10:00-23:00（河内地区，VHF CH-11），每日10:00-17:00和20:30-23:00（卫星频道和其他地区）[2][3]
- 2002年1月[4]至2003年12月31日：每日10:00-23:00[5]
- 2004年1月1日至2006年12月31日：每日06:00-24:00
- 2007 年1月1日至2010年12月31日：每日05:30-24:00
- 2011 年1月1日至2011年12月31日和2020年3月19日至2020年4月30日：每日05:00-24:00
- 2012年1月1日至2020年3月18日和2020 年5月1日至今：24小时广播

2015年5月20日，越南电视台在VTVCab的有线数字电视平台试播VTV2HD高清频道。几天后，VTV2 HD也在越南电视台官网VTVgo开始网播。这是越南电视台以高清电视标准（此前分别为VTV3 HD、VTV6 HD和VTV1 HD）播出的第四条电视频道。事后观众反响热烈，并对VTV2-HD的有趣体验做出积极评价。 2015年7月1日起，VTV2 HD在地面数字电视（ DVB-T2 ）正式开播，这也是继VTV6 HD后越南的第二条24小时高清电视频道。

## 节目内容
VTV2频道的主打内容与其前身“科教频道”一致，频道安排有《动物世界》《科学电影》《探索世界》《农民之友》等板块。周五晚8点、频道安排播出极具吸引力的教育节目杂志、文化杂志等，以及职业教育、技能培训和语言教学相关节目。此外，VTV2还有安排有从越南电视台本地制作节目和外购节目，它们为频道提供多元内容（如《越南梦》《萤火虫灯》《发明家》《绿色生活——谁是专家》 等）。此外，该频道亦重播VTV6的节目（《Music Kiot》《Student Creation》等)。
自VTV7开播起，一些外语教学、教学技巧相关节目被转移到该台，遂VTV2节目内容有所淡化，但教育部门的团队却继续开发更加新颖、吸引受众的高收视率节目。例如《现在，这里》，《无限家具》《从家到学校》等，尤其是每个月的最后一个周五，VTV2都会组织一档现场直播的特别节目。除自制节目外，亦播出从民营企业外购的各类节目（主要涉及卫生、健康、社会、生活等领域）。
从2009年底起，VTV2开始在每晚19:00播出电影以丰富频道内容，此后频道播出的商业广告逐年增加。

## 争议

### “越南人才”颁奖典礼后扣留奖金事件
在扣压2枚国际物理奥林匹克金牌事件后，“越南人才”节目制作方（STV媒体公司），升龙商业机械公司和越南电视台（VTV2频道播出颁奖典礼）三方陷入争议。

### 成人电影时段争议
VTV2曾因播映成人电影《慾望城市》引起争议（首播时间：2014年11月10日、11日、12日、17日、18日23:00）。影片播出后，公众对影片中的敏感画面以及对敏感对话提出反对。 故越南电视台在播出该片的第五集后宣布撤档此片。

## 更多资讯
- 越南电视台电视节目列表（英语：List of programmes broadcast by Vietnam Television）